# Eurispa
Eurispa es un género de escarabajos  de la familia Chrysomelidae. En 1858 Baly describió el género. Contiene las siguientes especies:
- Eurispa albipennis (Germar, 1848)
- Eurispa fraterna (Blackburn, 1892)
- Eurispa howittii (Baly, 1869)
- Eurispa loriae (Gestro, 1892)
- Eurispa major (Blackburn, 1888)
- Eurispa nigripes Blackburn, 1892
- Eurispa normalis (Baly, 1869)
- Eurispa simplex Blackburn, 1892
- Eurispa subvittata Uhmann, 1957
- Eurispa turneri Uhmann, 1957
- Eurispa vittata (Baly, 1858)
- Eurispa yorkiana (Mjöberg, 1917)